# Rombicosidodecaedro bigiroide disminuido
En geometría, el rombicosidodecaedro bigiroide disminuido es uno de los sólidos de Johnson (J79).
Los 92 sólidos de Johnson fueron nombrados y descritos por Norman Johnson en 1966.